# Seilrangieranlage

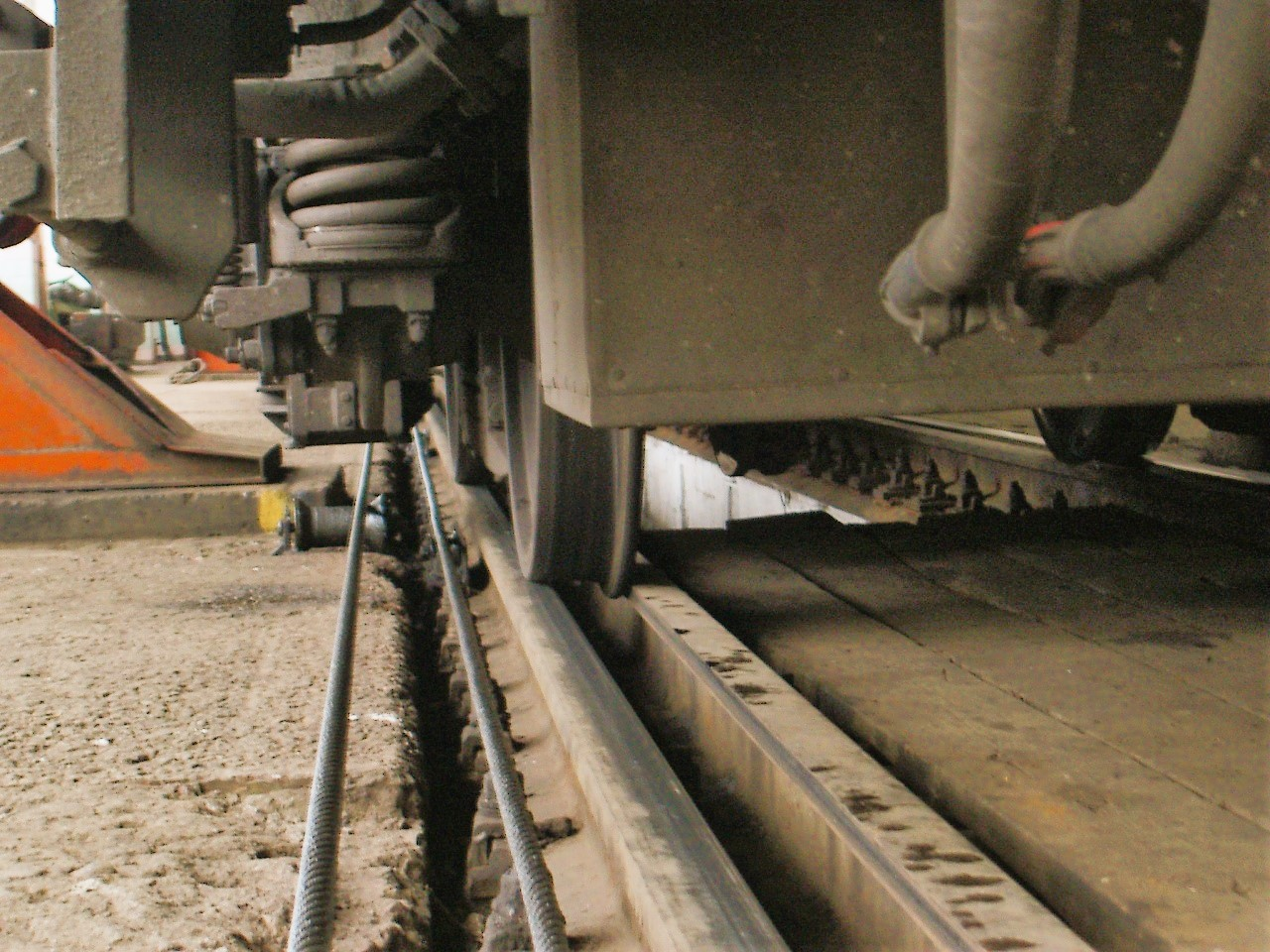
Seilrangieranlage (Spillanlage) in der Eisenbahn-Umspuranlage Brest (Belarus) zum Verschieben von Drehgestellen unter aufgebockten Reisezugwagen

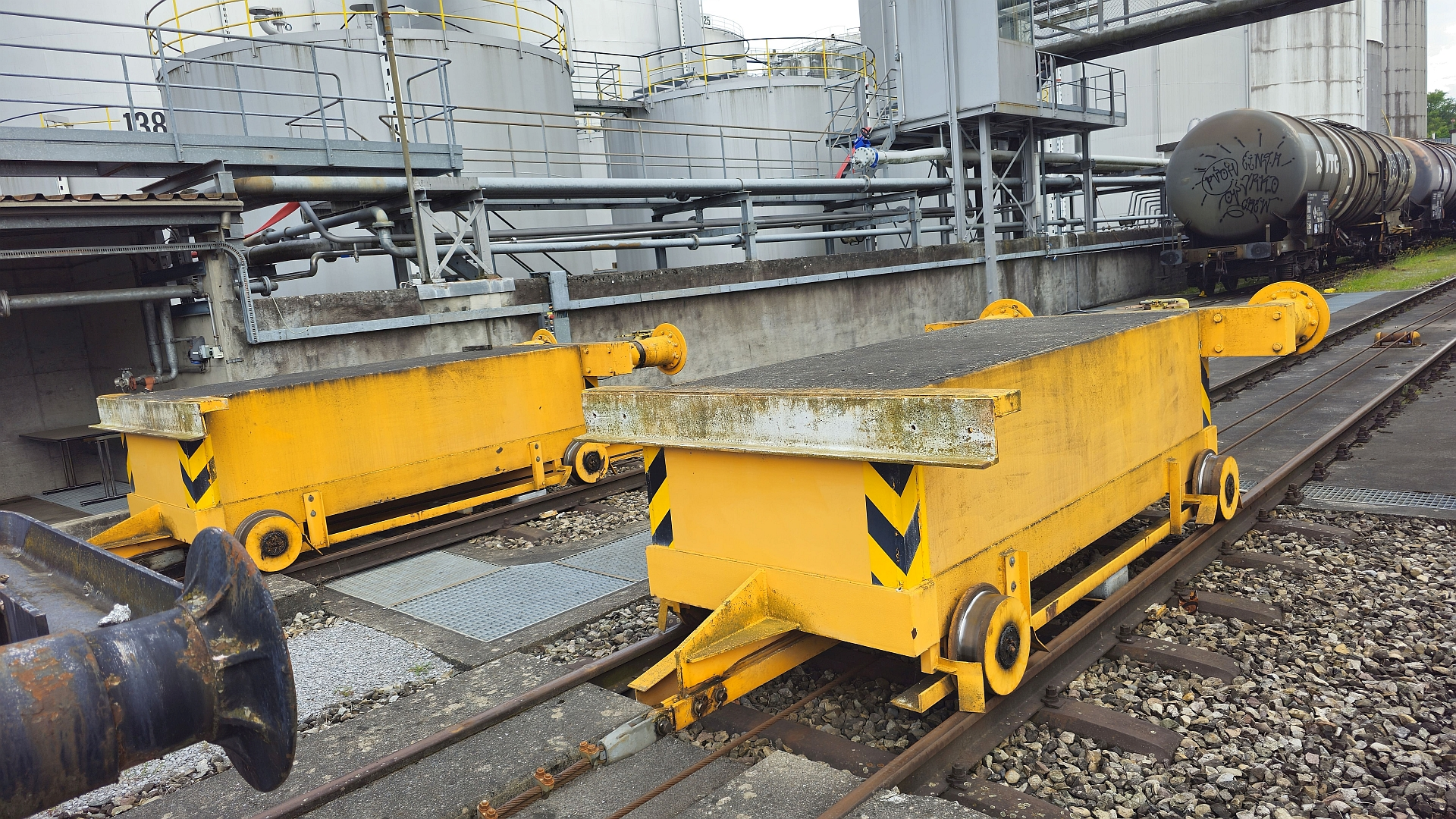
Pufferwagen (Verholwagen oder Verschubwagen) mit Rangierkupplung im Muttenzer Auhafen

Eine Seilrangieranlage ist eine Hilfseinrichtung zum Verschieben von Schienenfahrzeugen mit  Hilfe eines Stahlseils, das über eine oder mehrere Führungs- und Umlenkrollen geführt wird. Seilrangieranlagen werden in Eisenbahngleisen an Ver- oder Entladeeinrichtungen oder in Werks- und Lagerhallen installiert, um Schienenfahrzeuge ohne Verwendung eines Triebfahrzeugs verschieben zu können.
Es wird zwischen Anlagen mit nichtumlaufendem und mit umlaufendem Seil unterschieden.

## Anlagen mit nichtumlaufendem Seil
Bei Anlagen mit nichtumlaufendem Seil (auch Anlagen mit endlichem oder offenem Seil bezeichnet) wird das „offene“ Ende des Seils an den zu verschiebenden Schienenfahrzeugen eingehängt und durch die Anlage eingezogen. Das vorhergehende Auslegen des Seils erfolgt manuell. Das Seil läuft somit nicht um und kann nur Zugkräfte aufbringen. Eine Fahrtrichtungsänderung ist nur mittels Umlenkrollen machbar. Die Schienenfahrzeuge können mit diesen Anlagen nicht gebremst werden und müssen stattdessen mit Hemmschuhen oder deren Handbremse gebremst werden.
Anlagen mit nichtumlaufendem Seil werden sowohl stationär, als auch mobil ausgeführt. Das Seil wird in der Regel entweder in den Zughaken oder einen seitlich am Längsträger angebrachten Seilhaken eingehängt.
Drehscheiben und Schiebebühnen wurden häufig auch mit Seilrangieranlagen mit nichtumlaufendem Seil ausgestattet, um Schienenfahrzeuge auf sie ziehen zu können. Mit Hilfe zusätzlicher Umlenkrollen an den anschließenden Gleisen konnten die Fahrzeuge auch wieder heruntergezogen werden.

### Spillanlage
Bei Spillanlagen (auch Rangierspill genannt) wird ein endliches Seil mit zwei bis drei Umschlingungen um einen angetriebenen Spillkopf geschlungen und das ablaufende Seil von Hand geführt. Mit einer zusätzlichen Umlenkrolle kann der Wagen auch vom Spillkopf weggezogen werden. Gebremst wird mit Hemmschuhen oder der Wagenhandbremse. Es können Zugkräfte von ca. 30 kN bei einer Geschwindigkeit von 0,5 bis 1,0 m/s übertragen werden. Der Verschubbereich beträgt maximal 250 m. Bei abschüssigen Gleisabschnitten können durch fahrlässiges Lösen der Seilschlingen um den Spill die Wagen unbeabsichtigt ins Rollen kommen. Solche Anlagen werden aufgrund der damit verbundenen Gefahren nicht mehr eingesetzt.

### Rangierwinde
Bei Rangierwinden oder Verzugwinden handelt es sich um Seilwinden, welche die Schienenfahrzeuge durch Aufwickeln des Zugseils bewegen. Mit einer zusätzlichen Umlenkrolle kann der Wagen auch von der Rangierwinde weggezogen werden.

## Anlagen mit umlaufendem Seil
Bei Anlagen mit umlaufendem Seil (auch Anlagen mit geschlossenem Seil genannt) läuft das endlos gespleißte Seil zwischen zwei Umlenkrollen. Es kann in beide Richtungen bewegt werden, wodurch ein Fahrtrichtungswechsel und auch das Bremsen der zu verschiebenden Schienenfahrzeuge möglich ist. Anlagen mit umlaufendem Seil werden in der Regel stationär ausgeführt (siehe auch Seilablaufanlage).
Die Anlagen unterscheiden sich im Wesentlichen durch die Art und Weise des Anschlags an die zu verschiebenden Schienenfahrzeuge.

### Anschlagkette
In einen seitlichen Seilhaken oder eine seitliche Öse des zu verschiebenden Schienenfahrzeugs wird eine Anschlagkette eingehängt, welche mit dem umlaufenden Seil verbunden ist.

### Radsatzwagen
Der Radsatzwagen (auch Radsatzschub-, Förder- oder Verschubwagen genannt) fährt innerhalb des Gleises und überträgt die Zug- und Druckkräfte mittels Mitnehmer/Rollen, welche einen Radsatz umgreifen. Somit können Kräfte von bis zu 60 kN übertragen werden.

### Pufferwagen
Der Pufferwagen (auch Verholwagen oder Verschubwagen genannt) läuft auf demselben Gleis wie die zu verschiebenden Schienenfahrzeuge und wird daher häufig auf Stumpfgleisen oder in Gleisen mit Ausweichgleis eingesetzt. Mit Hilfe einer Zug- und Stoßeinrichtung werden sie mit den Schienenfahrzeugen gekuppelt. Hierdurch ist die Übertragung von großen Zug- und Druckkräften möglich.
Der Pufferwagen kann auch mit einer automatischen Mittelpufferkupplung oder einer Rangierkupplung ausgestattet sein, wodurch ein ferngesteuertes An- und/oder Abkuppeln möglich ist.